# One Love Manchester
One Love Manchester var en välgörenhetskonsert och ett TV-evenemang initierat av den amerikanska sångerskan Ariana Grande. Konserten hölls den 4 juni 2017 vid  Old Trafford Cricket Ground i Manchester Programledare var Sara Cox och Ore Oduba.
Alla intäkter från konserten gick till We Love Manchester Emergency Fund, en fond som startades av Manchester stad tillsammans med Röda Korset efter dådet vid Manchester Arena där 22 besökare på Ariana Grandes konsert dog.
SVT24 sände konserten i direktsändning. Även minst 37 andra länder oavsett tidszon sände från konserten.

## Artister
Dessa artister framförde låtar under konserten:
- Ariana Grande
- Justin Bieber
- The Black Eyed Peas
- Coldplay
- Miley Cyrus
- Niall Horan
- Little Mix
- Katy Perry
- Take That
- Pharrell Williams
- Robbie Williams
- Parrs Wood High School (en skolkör)
- Imogen Heap
- Liam Gallagher
- Marcus Mumford
- Mac Miller